# Edi Hrnic
Edi Hrnic (* 26. Dezember 2003 in Brøndby Kommune) ist ein dänischer Taekwondoin. Er startet in der Gewichtsklasse bis 80 Kilogramm.

## Erfolge
Edi Hrnic wuchs in Brøndbyvester als Kind bosnischer Eltern auf und begann mit acht Jahren mit Taekwondo. 2022 wurde er bei den U21-Junioren Europameister und belegte im selben Jahr auch in Manchester bei den Europameisterschaften der Erwachsenen mit Rang zwei eine Podestplatzierung. Lediglich im Finale musste er sich Simone Alessio aus Italien geschlagen geben. Ein Jahr darauf sicherte er sich die Goldmedaille bei den Europaspielen in Krakau. Nach drei Siegen traf er im Finale auf den Norweger Richard Ordemann, gegen den er sich mit 2:0 durchsetzte.
Bei den Olympischen Spielen 2024 in Paris erreichte er in seiner Konkurrenz nach einem Auftaktsieg gegen den Ägypter Seif Eissa das Viertelfinale, in dem er Firas Katoussi aus Tunesien mit 0:2 unterlag. Da Katoussi im weiteren Verlauf das Finale erreichte und auch gewann, zog Hrnic in die Hoffnungsrunde ein. Gegen Leon Sejranovic aus Australien gewann er daraufhin ebenso mit 2:0 wie im abschließenden Kampf um Bronze gegen den Südkoreaner Seo Geon-woo, womit er sich den Medaillengewinn sicherte.